# めぐりあう時間たち
『めぐりあう時間たち』（めぐりあうじかんたち、英: The Hours）は、2002年のアメリカ合衆国のドラマ映画。監督はスティーブン・ダルドリー、出演はニコール・キッドマン、ジュリアン・ムーア、メリル・ストリープなど。原作はマイケル・カニンガムの小説『めぐりあう時間たち 三人のダロウェイ夫人』。
『ダロウェイ夫人』をモチーフに、作者であるヴァージニア・ウルフをはじめとする3人の女性を描く作品。第75回アカデミー賞で9部門にノミネートされ、特殊メイクを施しヴァージニア・ウルフを演じたニコール・キッドマンがアカデミー主演女優賞を受賞。第53回ベルリン国際映画祭ではジュリアン・ムーア、メリル・ストリープを含む3人が銀熊賞 (女優賞)を共同受賞した。
キャッチコピーは「沢山の愛と驚きと時間たち、そして感動。人生はいつもミステリーに満ちている。」

## ストーリー
「花は私が買って来るわ、とダロウェイ夫人が言った」（“Mrs. Dalloway said she would buy the flowers herself.”）。この書き出しから始まる小説『ダロウェイ夫人』を1925年に執筆した女性作家ヴァージニア・ウルフは、1941年に夫レナードへ感謝と「私たちほど幸せな二人はいない」と云う言葉を残して、川で入水自殺をする。
『ダロウェイ夫人』の小説の内容と呼応するように、時間・場所の異なる3人の女性の1日が描かれる。
1923年の英国・ ロンドン郊外のリッチモンド。過去に二度自殺未遂騒ぎを起こしたため夫レナードと田舎町で療養するヴァージニアは、『ダロウェイ夫人』の執筆を始める。ある日、ロンドンから姉のヴァネッサとその三人の子供たちが訪ねて来るが、ヴァージニアは小説の構想に頭を廻らせ、常に上の空である。そして、「小説のヒロインを殺す」展開を思いつく。
1951年、アメリカ・ロサンゼルス。ローラ・ブラウンは優しい夫と愛する息子に囲まれ、第二子を妊娠中である。理想的な幸せを手にしたかのように見える彼女であるが、小説『ダロウェイ夫人』を愛読し、心が満たされない自分とヒロインを重ねていた。ある日夫の誕生日祝いのパーティーの準備をしていると、親友の女性キティが訪れる。キティは子宮の腫瘍の為に入院することを打ち明け、「子供を産まなければ一人前の女ではない」と泣く。ローラは思わずキティに口付けをするが、これまで隠してきた愛が拒絶されたことを悟り、自殺するために息子を置いて家を出る。
2001年、アメリカ・ニューヨーク。編集者のクラリッサ・ヴォーンは、詩人で小説家である友人のリチャードの受賞パーティーの準備を進めている。クラリッサは彼と過ごした若き日々の思い出を胸に、現在はエイズに侵され、精神的に混乱しているリチャードの世話を続けている。
1951年、ロサンゼルス。ローラは自殺を寸前で思い止まり、数時間後息子の元に戻ると、何事もなかったかのように夫の誕生日を祝う。その夜夫からベッドに誘われ、涙を隠してそれに応じる。
1923年、リッチモンド。ヴァージニアは『ダロウェイ夫人』の構想に関して、「ヒロインを死なせようと思ったが、止めて別の誰かを死なせなければならない」と話す。姉一家がロンドンへ帰る間際、ヴァージニアは姉に口付けをする。彼女も又、許されざる愛を押し隠していたのだ。
姉を送り出したヴァージニアは突然、駅に向かい、慌てて追って来た夫に対しリッチモンドの静かで隔離された生活の不満を爆発させる。彼女を愛するが故、療養に適した土地で共に暮らしたいと願って来た夫は、その悲痛な叫びを聞いてロンドンに戻ることを決意する。ヴァージニアは夫に『ダロウェイ夫人』の構想を「他の人間の命の価値を際立たせる為…（中略）…詩人が死ぬのよ」と明かす。
2001年、ニューヨーク。受賞パーティーの準備を終えたクラリッサがリチャードを訪ねると、リチャードは彼らが未だ十代だった頃の最も輝かしい日々の思い出を語り出す。そして、「君の為に生きて来た。でももう行かせてくれないか」「私達ほど幸せな二人はいない」と言い、クラリッサの目の前で窓から飛び降り自殺をする。
パーティーは中止になり、リチャードの死の知らせを受けた母親ローラがトロントから駆け付ける。リチャードは自身の小説の中で母を「怪物」と呼び「殺して」いた。ローラは、自殺を図った1951年のあの日、「今妊娠している二人目が生まれたら家を出て行こう」と決心し、その後子供二人と夫を置いて失踪したとクラリッサに話す。小説の中で自分が「殺され」ていることに衝撃を受けながらも、「後悔してどんな意味があるのでしょう、ああするしかなかった。出来ることをした。誰も私を許さないでしょうね。私は死ぬより生きることを選んだ」と述懐。
1941年ヴァージニアは夫レナードへ感謝を書き記し、川へ入水する。

## キャスト
| 役名                 | 俳優                     | 日本語吹替 |
| 1923年               | 1923年                   | 1923年     |
| -------------------- | ------------------------ | ---------- |
| ヴァージニア・ウルフ | ニコール・キッドマン     | 平淑恵     |
| レナード・ウルフ     | スティーヴン・ディレイン | 伊藤昌一   |
| ヴァネッサ・ベル     | ミランダ・リチャードソン |            |
| クエンティン・ベル   | ジョージ・ロフタス       |            |
| 1951年               |                          |            |
| ローラ・ブラウン     | ジュリアン・ムーア       | 田中敦子   |
| ダン・ブラウン       | ジョン・C・ライリー      | 巻島康一   |
| キティ・バーロウ     | トニ・コレット           |            |
| 2001年               |                          |            |
| クラリッサ・ヴォーン | メリル・ストリープ       | 鈴木弘子   |
| リチャード・ブラウン | エド・ハリス             | 村田則男   |
| サリー・レスター     | アリソン・ジャネイ       |            |
| ジュリア・ヴォーン   | クレア・デインズ         | 浅井晴美   |
| ルイス・ウォーターズ | ジェフ・ダニエルズ       |            |
| バーバラ             | アイリーン・アトキンス   |            |

- その他の日本語吹替：大西多摩恵／野沢由香里／山像かおり／久保田民絵／諸角憲一／竹口安芸子／藤生聖子／村上想太／伊藤亜矢子／鶴博幸／小野大輔／永嶌花音
- 日本語版制作スタッフ プロデューサー：莟徹志（アスミック・エース・エンタテインメント）、演出：佐藤敏夫、翻訳：中島多恵子、調整：亀田亮治、日本語版制作：アスミック・エース・エンタテインメント／ACクリエイト

※ 日本語吹替は上記の他に機内上映版が存在しており、BS松竹東急で放送された他、Paramount+で配信されている。
※ 主要キャストのニコール・キッドマン、ジュリアン・ムーア、メリル・ストリープは、それぞれ違う時代設定であったために撮影中は一度も顔を合わせなかったという。3人が初めて顔を合わせたのはオプラ・ウィンフリーのトークショーでのことであった。

## スタッフ
- 監督：スティーヴン・ダルドリー
- 製作：ロバート・フォックス、スコット・ルーディン
- 製作総指揮：マーク・ハッファム
- 原作：マイケル・カニンガム
- 脚本：デヴィッド・ヘアー
- 撮影：シェイマス・マクガーヴェイ
- 美術：マリア・ジャーコヴィク
- 衣装：アン・ロス
- 編集：ピーター・ボイル
- 音楽：フィリップ・グラス

## 作品の評価

### 映画批評家によるレビュー
Rotten Tomatoesによれば、195件の評論のうち高評価は79%にあたる155件で、平均点は10点満点中7.5点、批評家の一致した見解は「この映画は観ていて気分が落ち込むかもしれないが、人の心に訴えかける大きな力を持っている。この作品では素晴らしい演技を見ることができる。」となっている。Metacriticによれば、40件の評論のうち、高評価は35件、賛否混在は4件、低評価は1件で、平均点は100点満点中80点となっている。

### 受賞歴
主要キャストの中で特に、ヴァージニア・ウルフを演じたニコール・キッドマンの演技が絶賛され、アカデミー主演女優賞を受賞するなどさまざまな賞を受賞している。
| 賞                   | 部門                            | 対象                     | 結果       |
| -------------------- | ------------------------------- | ------------------------ | ---------- |
| アカデミー賞         | 作品賞                          | 『めぐりあう時間たち』   | ノミネート |
| アカデミー賞         | 監督賞                          | スティーヴン・ダルドリー | ノミネート |
| アカデミー賞         | 主演女優賞                      | ニコール・キッドマン     | 受賞       |
| アカデミー賞         | 助演男優賞                      | エド・ハリス             | ノミネート |
| アカデミー賞         | 助演女優賞                      | ジュリアン・ムーア       | ノミネート |
| アカデミー賞         | 脚色賞                          | デヴィッド・ヘアー       | ノミネート |
| アカデミー賞         | 編集賞                          | ピーター・ボイル         | ノミネート |
| アカデミー賞         | 作曲賞                          | フィリップ・グラス       | ノミネート |
| アカデミー賞         | 衣装デザイン賞                  | アン・ロス               | ノミネート |
| 英国アカデミー賞     | 作品賞                          | 『めぐりあう時間たち』   | ノミネート |
| 英国アカデミー賞     | 英国作品賞                      | 『めぐりあう時間たち』   | ノミネート |
| 英国アカデミー賞     | 監督賞                          | スティーヴン・ダルドリー | ノミネート |
| 英国アカデミー賞     | 主演女優賞                      | ニコール・キッドマン     | 受賞       |
| 英国アカデミー賞     | 主演女優賞                      | メリル・ストリープ       | ノミネート |
| 英国アカデミー賞     | 助演男優賞                      | エド・ハリス             | ノミネート |
| 英国アカデミー賞     | 助演女優賞                      | ジュリアン・ムーア       | ノミネート |
| 英国アカデミー賞     | 脚色賞                          | デヴィッド・ヘアー       | ノミネート |
| 英国アカデミー賞     | 編集賞                          | ピーター・ボイル         | ノミネート |
| 英国アカデミー賞     | 作曲賞                          | フィリップ・グラス       | 受賞       |
| 英国アカデミー賞     | メイクアップ&ヘアスタイリング賞 | 『めぐりあう時間たち』   | ノミネート |
| ゴールデングローブ賞 | 作品賞（ドラマ部門）            | 『めぐりあう時間たち』   | 受賞       |
| ゴールデングローブ賞 | 監督賞                          | スティーヴン・ダルドリー | ノミネート |
| ゴールデングローブ賞 | 主演女優賞                      | ニコール・キッドマン     | 受賞       |
| ゴールデングローブ賞 | 主演女優賞                      | メリル・ストリープ       | ノミネート |
| ゴールデングローブ賞 | 助演男優賞                      | エド・ハリス             | ノミネート |
| ゴールデングローブ賞 | 脚本賞                          | デヴィッド・ヘアー       | ノミネート |
| ゴールデングローブ賞 | 作曲賞                          | フィリップ・グラス       | ノミネート |
| ベルリン国際映画祭   | 金熊賞                          | 『めぐりあう時間たち』   | ノミネート |
| ベルリン国際映画祭   | 銀熊賞                          | ニコール・キッドマン     | 受賞       |
| ベルリン国際映画祭   | 銀熊賞                          | ジュリアン・ムーア       | 受賞       |
| ベルリン国際映画祭   | 銀熊賞                          | メリル・ストリープ       | 受賞       |
| 全米映画俳優組合賞   | キャスト賞                      | 『めぐりあう時間たち』   | ノミネート |
| 全米映画俳優組合賞   | 主演女優賞                      | ニコール・キッドマン     | ノミネート |
| 全米映画俳優組合賞   | 助演男優賞                      | エド・ハリス             | ノミネート |
| 全米映画俳優組合賞   | 助演女優賞                      | ジュリアン・ムーア       | ノミネート |
| 全米監督組合賞       | 監督賞                          | スティーヴン・ダルドリー | ノミネート |
| 全米美術監督組合賞   | 美術賞（コンテンポラリー）      | 『めぐりあう時間たち』   | ノミネート |
| 全米脚本家組合賞     | 脚色賞                          | デヴィッド・ヘアー       | 受賞       |
| 放送映画批評家協会賞 | 作品賞                          | 『めぐりあう時間たち』   | ノミネート |
| 放送映画批評家協会賞 | 主演女優賞                      | ニコール・キッドマン     | ノミネート |
| 放送映画批評家協会賞 | キャスト賞                      | 『めぐりあう時間たち』   | ノミネート |
| 放送映画批評家協会賞 | 作曲賞                          | フィリップ・グラス       | ノミネート |
| セザール賞           | 外国作品賞                      | 『めぐりあう時間たち』   | ノミネート |

## 原作・関連書籍
- 『めぐりあう時間たち 三人のダロウェイ夫人』

マイケル・カニンガム著、高橋和久訳、集英社、2003年、ISBN 9784087733792
- 『めぐりあう時間たち 完全字幕シリーズ』

DHC、2003年、ISBN 9784887243323
- 『ダロウェイ夫人 シリーズもっと知りたい名作の世界』

窪田憲子編著、ミネルヴァ書房、2006年、ISBN 9784623047307
第4章で本作を論じている。